# 哈密公园
哈密公园位于中華人民共和國上海市长宁区，毗邻新泾港河道，面积12435平方米，有两个入口，其中一个靠近哈密路419号，另一个靠近新渔路，内有地下停车場、厕所、休闲廊架，以及30余株梅花。公園于2018年建成后开放。